# Első dunai bolgár birodalom
Az első dunai bolgár birodalom (bolgárul: Първo Българско царство, Parvo Balgarszko Carsztvo) 680–81-ben alapított középkori bolgár állam a Duna-delta közelében. 1018-ig állt fenn, amikor a Bizánci Birodalom része lett. Fénykorában – egyes történészi vélemények szerint – a mai Budapest területétől egészen a Fekete-tengerig, a mai ukrajnai Dnyepertől az Adriai-tengerig húzódott. Bolgár államként az 1185-ben megalapított Második Bolgár Birodalom követte. Közvetlenül megalapításától fogva Bulgária volt az ország hivatalos neve.
A birodalom nagy szerepet játszott az európai politikában, s kora egyik legerősebb katonai hatalma volt. 717–718-ban Bizánc és Bulgária koalíciója Konstantinápoly ostrománál sikeresen visszaverte az arabok támadását, így megvédték Kelet-Európát egy arab inváziótól és Európát attól, hogy a muzulmánok elfoglalják. Később megsemmisítették az Avar Kaganátust, s uralmukat egészen a Kárpát-medencéig és a Tátráig kiterjesztették. Bulgária hatékony pajzsnak bizonyult az úgynevezett népvándorlás második hullámában érkező nomád népekkel szemben. A besenyőket és a kunokat Bulgária északkeleti részében állították meg, és miután döntő győzelmet arattak a magyarok felett, a magyaroknak vissza kellett vonulniuk, s 895-ben letelepedtek a Kárpát-medencében.
Délen a bolgár–bizánci háborúk következtében a bolgárok Trákia és Makedónia szlávok lakta területeinek nagy részét elfoglalták. A 917-es ankhialoszi csatában elszenvedett vereség következményeként a Bizánci Birodalom a szétesés szélére került.
A bolgár-törökök új harci és építkezési technikákat honosítottak meg Európában. A római, téglából készült erődítményekkel ellentétben az első bolgár városok nagy monolitikus kövek felhasználásával épültek. 27 km²-es területével Pliszka, az ország fővárosa Európa legnagyobb városai közé tartozott. A belvárosban sokkal hamarabb kiépítették a szennyvízcsatorna-rendszert, mint például Párizsban vagy Londonban. Miután 864-ben felvették a kereszténységet, Bulgária lett a szláv Európa kulturális központja. Ez a vezető szerep tovább erősödött azzal, hogy mikor Preszlavban megalkották a cirill ábécét, abban Ohridi Klement bolgár tudós is segédkezett. Több tudós szerint a Konstantinápolyi Egyetem után az ohridi és a preszlavi volt Európa második egyeteme.

## Háttér
A Római Birodalom kései szakaszában a mai Bulgária területén számos provincia jött létre – Scythia Minor, Moesia (Felső és Alsó), Trákia, Macedonia (első és második), Dacia (a Dunától északra), Dardania, Rhodope és Hemimont. Lakossága elrómaiasodott géták és hellenizált trákok keverékéből állt össze. A szlávok több, a VI. és VII. század folyamán egymást követő hullámban érkeztek meg erre a területre, ami végül – legalábbis nyelvi értelemben – teljesen elszlávosodott.

### A bolgár-törökök
Az onogur-bolgárok az ogurok török nyelvű törzseinek egyik törzsszövetsége volt, amelyikhez alánok és más indoeurópai nyelvet beszélő törzsek is csatlakozhattak a 6. században. Ekkor jutottak el kelet felől a Kaukázus előterébe, a Kubány vidékére, de a 7. század elején már a Dnyeper vidékén laktak, ahol Kuvrat vezetésével megalapították a Dunától a Kubánig terjedő onogur-bolgár birodalmat. Az állam központja Fanagória volt az Azov partján. A birodalom a Kaukázus előterében élő kazárok és szövetségeseik – köztük a magyarok – támadása miatt bomlott fel a 670-es években.

## Története

### Bulgária megalapítása

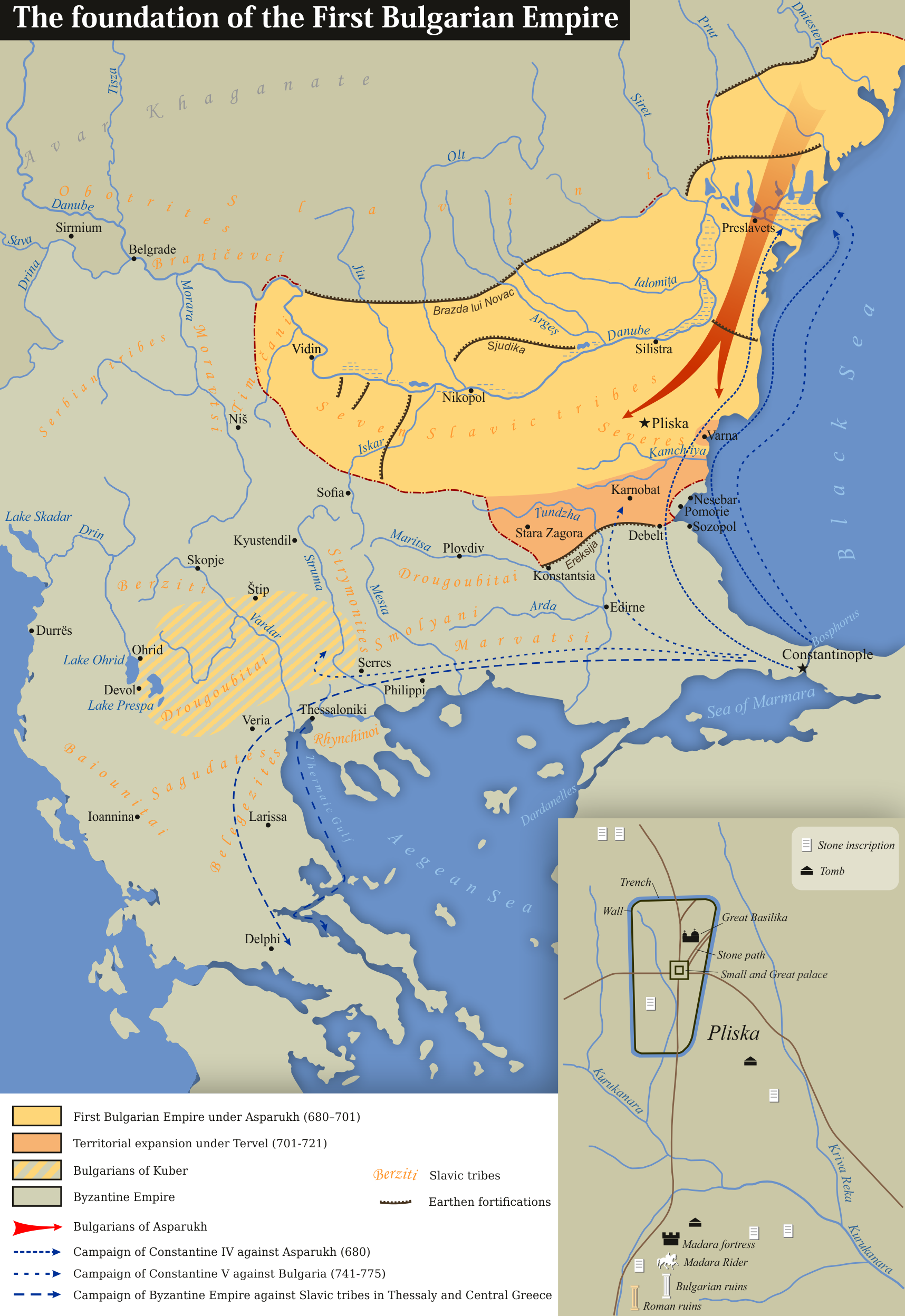
Bulgária a VII. század fordulóján

Miután az onogur-bolgár birodalom jelentős részét elfoglalták a kazárok, a behódolni nem akaró Aszparuh vezetésével nyugat felé vonuló bolgár-török csapat elfoglalta a mai Besszarábia déli területeit. Miután 680-ban sikeres háborút vívott a bizánciakkal, Aszparuh kaganátusa elfoglalta Moesiát és Dubrudzsát. Az ezt követően 681-ben a bizánciakkal aláírt békeszerződés értelmében a bolgár-török területeket független államként ismerték el. Ezt az évet szokták a mai Bulgária alapítási idejének tekinteni.

#### Egy szilárd terület megalapítása a Balkánon
Miután Ongalnál jelentős mértékű vereséget mértek a bolgár-török és szláv csapatok ellenfelükre, tovább vonultak a Balkán-hegység déli vonulatai felé, majd ismét vereséget mértek a bizánciakra. Ekkor a bizánciaknak egy megalázó békeszerződést kellett aláírniuk, melyben elismerték a Birodalom határán megalakult új állam függetlenségét. Ezen felül évente hűbért kellett fizetniük Bulgáriának. Ugyanekkor keleten folytatódott a kazárok ellen vívott háború, melynek folyamán 700-ban egy csatában meghalt Aszparuh. A bolgár-törökök elvesztették a Dnyesztertől északkeletre fekvő területeiket, de az ettől nyugatra fekvő részeket megpróbálták megtartani. A bolgár-törökök megegyezést kötöttek a szlávokkal, melynek értelmében az állam vezetője a bolgár-török kán lett, akinek az volt a feladata, hogy megvédje az országot a bizánciak támadásaitól, míg a szlávok jelentős mértékű autonómiát kaptak, melynek fejében a Kárpátok vonalában meg kellett védeniük az országot az onnan érkező avaroktól.
Aszparuh utódja, Tervel 705-ben segített a trónról letaszított II. Jusztinianosznak visszaszerezni a trónt. Cserébe Trákia északi részén megkapta Zagore területét, s ez volt az első olyan terjeszkedése az országnak, amellyel déli irányba átlépték a Balkánt. Három évvel ezt követően Jusztinianosz megpróbálta fegyveres erővel visszaszerezni ezt a területet, de seregét az ankihialoszi csatában legyőzték a bolgár seregek. 716-ban Tervel egy 716-os fontos megállapodást kötött Bizánccal. 717–718-ban 50 000 katonát küldött Konstantinápoly megsegítésére. A hatalmas bolgár-török sereg 30 000 arabot ölt meg, Tervelt kortársai pedig Európa megmentőjének nevezték.

#### Belső instabilitás és harc a fennmaradásért
753-ban meghalt Szevar, a Dulo nemzetség utolsó sarja. Halálával a kaganátus hosszan elnyúló politikai krízishelyzetbe került, melynek folyamán a fiatal állam a pusztulás szélére került. Az új uralkodók a Vokil nemzetségből származtak.
15 év leforgása alatt hét kán irányította az országot. Őket mind megölték. Két tábor alakult ki az ország nemességén belül: az egyik a bizánciak ellen vívott kompromisszumok nélküli háborút, a másik a konfliktusok békés elintézését szorgalmazta. Ezt az instabilitást V. Kónsztantinosz bizánci császár (745–775) ki is használta, s kilenc nagyobb háborút indított Bulgária bekebelezése végett. 763-ban az ankhialoszi csatában legyőzte Télecset, de a bizánciak nem tudtak ennél északabbra eljutni. 775-ben Telerig kiderítette, a bolgár udvartartásban ki hű Konstantinhoz, s őket kitiltotta a fővárosból, Pliszkából. Kardám uralkodása alatt a Marcelea mellett vívott ütközetben megszerzett győzelem hatására 792-ben a harcok a bolgárok számára kedvező fordulatot vettek. A bizánciak súlyos vereséget szenvedtek, s ismét arra kényszerültek, hogy hűbért fizessenek a kánoknak. A győzelem hatására az ország túllépett a krízisen, s Bulgária erősebbe, szilárdan és stabilan lépett be az új évszázadba.

### Terjeszkedés

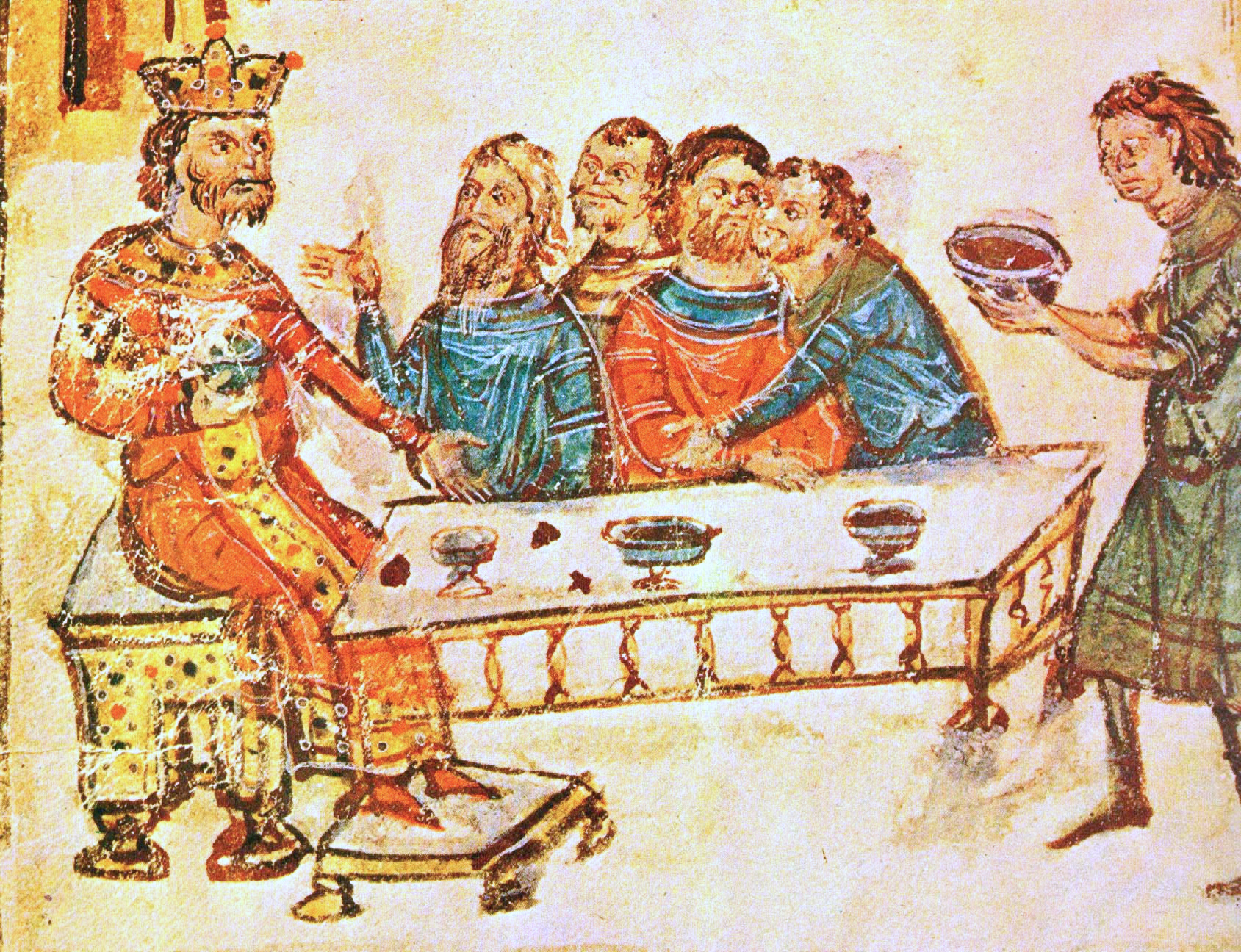
Krum ünnepel a pliszkai csata megnyerése után

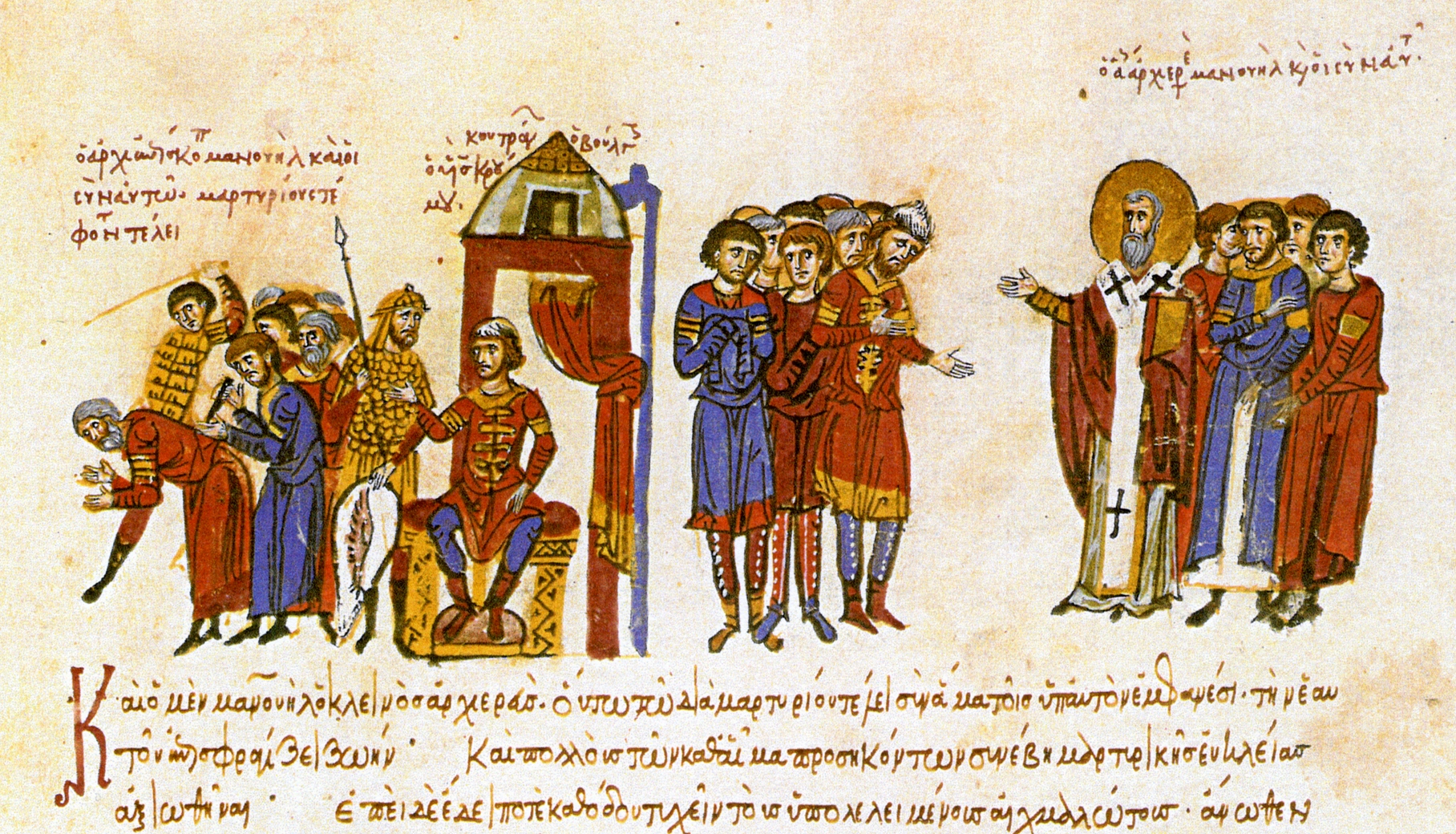
Omurtag elrendeli a keresztények kivégzését

Krum (más néven Crummus vagy Keanus Magnus) nagykán uralkodása alatt (803–814) északnyugati és déli irányba terjeszkedett az ország. 809-ig elfoglalta a Duna középső folyása és Moldova közötti, a teljes mai Románia, Szófia területét magába foglaló területet, 813-ban pedig bekebelezte Adrianapol (a mai Edirne területét, s Konstantinápolyt is megtámadta. A bolgár csapatok 804 és 806 között megsemmisítették az Avar Kaganátust, s a Duna középső folyásánál az ország szomszédja a Frank Birodalom lett. 811-ben a pliszkai csatában egy nagy bizánci sereget győztek le nagy fölénnyel. I. Niképhorosz bizánci császárt csapatával együtt a csatában megölték, koponyáját pedig pohárnak használták. Krum rögtön kezdeményezővé vált, s háborút indított Trákia irányába, ahol 813-ban a verszinikiai csatában legyőzte a bizánciakat. Miután a csalárd bizánciak a tárgyalások alatt megpróbálták Krumot megölni, ő kirabolta egész Trákiát, megostromolta Odrint, s 10 000 lakosát kitelepítette Bulgária Duna-parti területeire. Nagy előkészületeket hajtott végre, hogy elfoglalja Konstantinápolyt. 5000 vassal befedett szekeret készíttetett a harci felszerelések odaszállítására. A bizánciak még I. Lajos frank császárhoz is segítségül fordultak. Azonban a nagykán hirtelen halála miatt a hadjáratra soha nem került sor. Krum kán törvényreformot hajtott végre, amelynek legfőbb célja a szegénység visszaszorítása és a társadalmi kapcsolatok szorosabbra fűzése volt az igen terjedelmes országban.

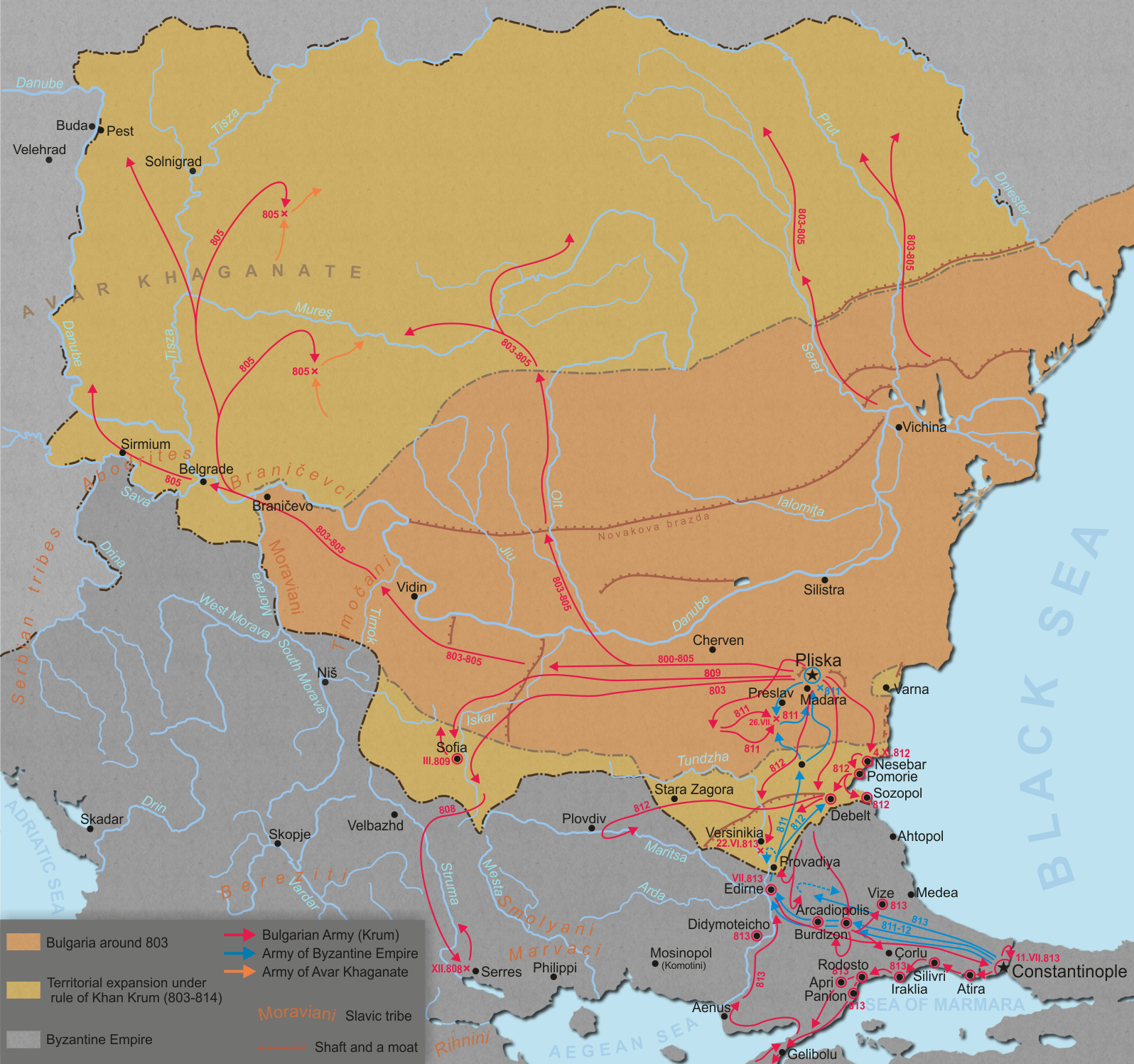
Bulgária Krum halála környékén, 814-ben

Omurtag kán 30 éves békét kötött a bizánciakkal. Így mindkét országnak lehetősége nyílt arra, hogy helyre állítsa az évszázad első felét jellemző konfliktusok miatt megromlott gazdasági és pénzügyi helyzetét. Uralkodása alatt 827-re a Frank Birodalommal közös dunai határ teljesen lakott területté vált. Pliszkában nagyméretű építkezések folytak. Ekkor építették meg az elképesztő palotát, a pogány szentélyt, az uralkodó szállását, az erődöket, a citadellát, a vízvezeték-rendszert és a fürdőket. Leginkább kőből és téglából építkeztek.
Malamir rövid uralkodása (831–836) alatt a fontos Plovdiv is azt ország szerves részévé vált. Preszján idejében (836–852) a bolgár-törökök elfoglalták Makedóniát, az ország határai pedig elérték az Adriát és az Azovi-tenger partjait is. A bizánci krónikások nem jegyeztek fel semmiféle ellenállást a bolgárok makedóniai terjeszkedésével kapcsolatban, s ebből arra lehet következtetni, hogy nagyrészt békésen zajlott le ez az esemény. 839 és 842 között a bolgárok a szerbekkel vívtak háborút, de három év alatt semmilyen előrelépést nem tudtak elérni.

### A bolgár-törökök és a szlávok asszimilációja
A feltételezések szerint a szlávok a bolgár-törököknél nagyobb számban voltak jelen azon a területen, ahol végül is letelepedtek. A VII. és a X. század között a bolgár-törökök lényegében beolvadtak a szláv törzsekbe, s elsajátították a bolgár-délszláv nyelvet, és I. Borisz cár idején 864-ben felvették a bizánci rítusú kereszténységet. Az új etnikai csoport kialakulásában nagy szerepet játszottak a Dunától délre élő, régi római hagyományokat ápoló trákok beolvasztása. Napjaink bolgárjait elsősorban délszláv eredetűnek tekintik, de a szlávok csak egyike volt azoknak a népcsoportoknak, amelyek részt vettek a bolgár etnikum megalkotásában.

### Bulgária I. Borisz uralkodása alatt
I. Borisz uralkodása (852–89) számos kedvezőtlen fordulattal kezdődött. Tíz évig az ország a bizánci és keleti-frank császárokkal, Nagymoráviával, a horvátokkal és a szerbekkel háborúzott. Számos alkalommal sikertelen szövetségeket kötöttek, s másik oldalra is át kellett állniuk. 863. augusztusban egy 40 napos földrengéses időszak jött el, emiatt ez egy terméketlen év lett, s éhség köszöntött az országra. Mindezt a sáskajárás tetézte.

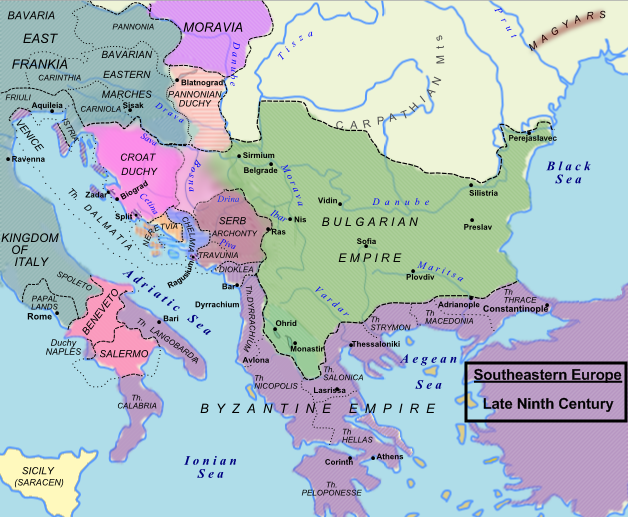
Bulgária és balkáni szomszédjai I. Borisz uralkodása idején

#### Megkeresztelkedés
864-ben III. Mihály vezetésével a bizánciak megtámadták Bulgáriát. A támadásnak az a hír volt az alapja, hogy I. Borisz a nyugati rítusú kereszténységet akarja felvenni. A támadás hírére I. Borisz béketárgyalásokat kezdeményezett. A bizánciak visszaadtak egy bizonyos területet Makedóniában, ezért cserébe azt kérték, hogy Borisz Konstantinápolytól, s ne Rómától fogadja el a kereszténységet. Borisz kán elfogadta a feltételeket, s 865. augusztusban megkeresztelkedett, keresztapja, Mihály bizánci császár után felvette a Mihály keresztnevet. Azonban Camillo Praschniker osztrák régész az első világháború idején Albániában, Ballsh közelében olyan dokumentumot talált, melyen a következő szerepelt: (evaftiste o arhon Bulgarias Boris o metonomastheis Mihail sin to ek Theu dhedhomeno av to ethnei tous s t o d) "...Bulgária vezére, a Mihálynak elnevezett I. Borisz népével együtt Isten által megkereszteltetett a 6374. évben. (=i.sz.866) A pogány kán cím eltűnt, s felváltotta a hercegi cím. Megkeresztelkedése igazi indoka azonban nem a bizánciak támadása volt. A bolgár uralkodó valódi jövőbe látó volt, aki előre látta, hogy egy közös vallás bevezetése beteljesítheti a vallási alapon még megosztott bolgár nemzet egybeolvasztását. Azt is tudta, hogy államát nem teljesen fogadja el a keresztény Európa, s a megállapodásokat a másik fél vallási alapon is felmondhatja.
Az bizánciak célja az volt, hogy ami két évszázadon át fegyverekkel nem sikerül, azt most a valláson keresztül elérjék. A keresztény valláson keresztül lassan be akarták olvasztani a bolgár államot Bizáncba, hogy az előbbi csak bábállam legyen. Ahogy ez arrafelé szokás volt, az újonnan megalapított Bolgár Egyház legfelső vezetői mind bizánciak voltak, akik görög nyelven tartották miséiket. Borisz már fel volt erre készülve, s miután 866-ban Konstantinápoly nem biztosított autonómiát a Bolgár Egyháznak, követséget küldött Rómába, hogy kinyilvánítsa, a nyugati rítusú kereszténységet akarja felvenni. Ezzel együtt 115 kérdést intézett I. Miklós pápához. A bolgár uralkodó a római és a konstantinápolyi egyházak rivalizálásán óhajtott nyerni, mivel legfőbb célja egy független Bolgár Egyház megalapítása volt, hogy el tudja kerülni mind Róma, mind Konstantinápoly közvetlen befolyását saját területén. A pápának Borisz kérdéseire adott részletes válaszait két püspök vitte el, akik egy missziót vezettek, melynek legfőbb célja a bolgár nép megkeresztelése volt. Azonban Miklós és utódja, Adorján sem ismerte el az autonóm Bolgár Egyházat, de a bolgárok Róma felé húzódása miatt Konstantinápoly ki akarta engesztelni a bolgárokat. 870-ben a negyedik konstantinápolyi zsinaton a Bolgár Egyházat a Keleti Ortodox Egyház autonóm részének ismerték el, amely közvetlenül a konstantinápolyi patrircha irányítása alatt áll.

#### A szláv írásrendszer létrehozása
Bár a bolgár herceg sikeresen elintézte egy autonóm egyház megalakítását, a magasabb rangú papok és a teológiai könyvek még mindig görögök voltak, s ez megakadályozta a vallás gyors elterjedését. 860 és 863 között a görög származású bizánci szerzetesek, Szent Cirill és Szent Metód megalkották a glagolita ábécét, az első olyan írásrendszert, melyet a Nagymoráviát megkeresztelni szándékozó bizánci császár rendelt meg. Azonban ezek a célok nem váltak valóra, s tanítványaikat, Ohridi Klementet, Preslavi Naumot és ngelariust kiutasították az országból. Mikor elérték Bulgáriát, I. Borisz szívélyesen fogadta őket. A bolgár herceg elrendelte két teológiai akadémia felállítását, melyeket a tanítványok irányítottak. Itt elképelései szerint a jövő bolgár egyházi vezetőséget anyanyelvükön taníthatták. Klemenetet Bulgária déli részére, Ohridba küldték, ahol 886 és 893 között több mint 3500 tanulót nevelt. Naum a fővárosban,. Pliszkában alapított egy irodalmi iskolát, mely később az új fővárosba, Preszlavba költözött. 893-ban Bulgáriában a glagolita ábécét és az óegyházi szláv nyelvet fogadták el hivatalos körökben használandónak, a bizánci papságot pedig kiűzték az országból. A X. század elején a Preszlavi Irodalmi Iskolában hozták létre a cirill ábécét.

### Az aranykor

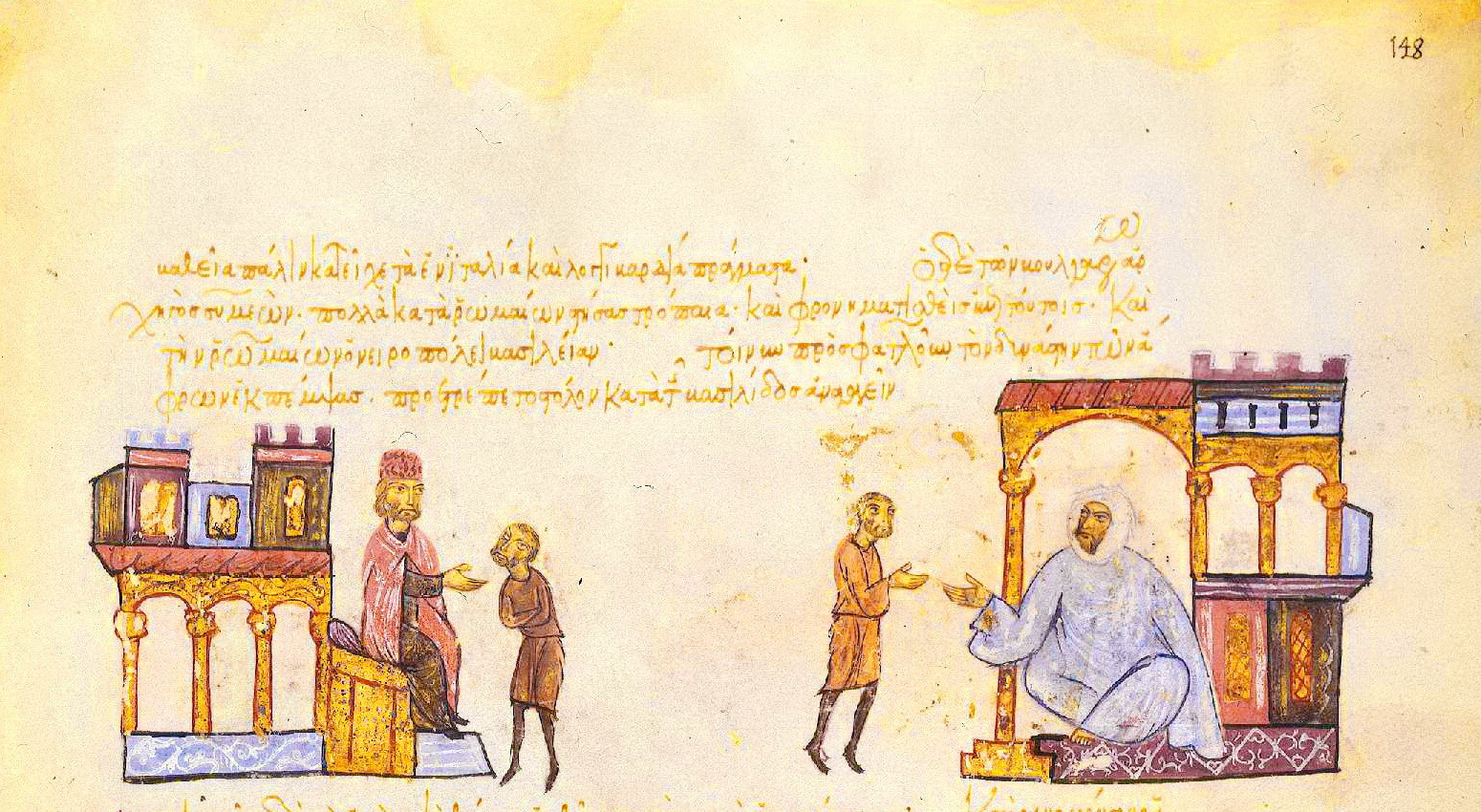
Szímeon küldötteket indít útra a Fátimida Kalifátushoz, hogy szövetséget kössenek Bizánc ellen. A két fél már közel volt a megállapodáshoz, de a bolgár küldöttséget a hazafelé vezető úton a bizánciak fogságba ejtették, s megpróbálták rávenni az arabokat, hogy lépjenek ki a megállapodásból.

A IX. század végén, a X. század elején délen Epiruszig és Thesszáliáig, nyugaton Boszniáig, északon pedig addig jutottak, hogy a mai Románia teljes területét, a mai Magyarországnak pedig a keleti fele uralmuk alá került. Bizánci segítséggel a IX. század közepén létrejött egy szerb állam, ami a bolgárok nyugati, moráviai terjeszkedésére adott válasz volt. A szerbek hol a bolgárokhoz, hol pedig Bizánchoz voltak hűek, így a szerb uralkodók sikeresen verték vissza 924-ig a bolgárok támadásait. Ekkor teljesen Marmaisz tábornok (talán egyben Szófia bárója is) kezére került. A Konstantinápolyban tanult I. Szímeon (Nagy Szímeon) uralkodása idején Bulgária ismét jelentős veszélyt jelentett a Bizánci Birodalom számára, és Bulgária ekkor érte el legnagyobb földrajzi kiterjedését. Szímeon el akarta foglalni Konstantinápolyt is, s hosszú uralkodása (893–927) alatt számos háborút vívott a bizánciakkal. Uralkodása vége felé országának déli határa a Peloponnészosznál volt, így Szímeon a "bolgárok császárának és a görögök vezérének" nevezte magát. Ezt a címet a pápa elismerte, de természetesen sem a bizánci császár, sem a Keleti Ortodox Egyház feje nem vette tudomásul. Csak uralkodásának végén ismerték el a keleti vezetők őt a "bolgárok császárának."
894 és 896 között legyőzte a bizánciakat, s a velük szövetséges magyarokat is. Ezt a háborút kereskedelmi háborúnak is szokták nevezni, mivel a háború előzménye az volt, hogy a bolgár piacot Konstantinápolyból átköltöztették Szolunba (ma: Szaloniki). A döntő bulgarofigoni csatában a bizánciakat megfutamították. Így a háború végén a bolgároknak kedvező békeszerződés született, amit azonban Szímeon többször megszegett. 904-ben elfoglalta Szolunt, amit azelőtt az arabok kiraboltak. Csak azután került vissza a bizánciak kezére, miután a bolgárok Makedónia teljes, szlávok lakta területét megkapták, s ezen felül 20 erődítményt szereztek meg Albániában. Ezek között volt a fontos Drach városa is.
III. Alexandrosz bizánci császár 913-as halálát követően felkelés tört ki a Bizánci Birodalomban. Szimenon megtámadta a szomszédja kezén lévő Trákiát, de azzal, hogy elismerték császárnak, valamint fiatal lányát hozzáadták a kisgyermek VII. Konstantinhoz, megállásra tudták késztetni. A bizánci udvarban kialakult összeesküvést követően Zoe császárné felbontotta a házasságot, visszaadta a rangot, és s mindkét fél elhúzódó háborúra készült. 917-re Szímeon mindent megtett, hogy megnehezítse ellenségének, hogy koalíciót kössön. Nem szövetkeztek vele a magyarok, a besenyők és a szerbek közül senki. Augusztus 20-án a két csapat Anchalusnál összecsapott, s ez lett a középkor egyik legnagyobb csatája. A bizánciak soha addig nem tapasztalt mértékű vereséget szenvedtek, közülük 70 000 katona esett el a csatamezőn. A bolgár seregek megmaradt része a maradék ellenséges csapatokkal a katasyrtai csatában végzett. Konstantinápolyt végül a szerbek nyugati támadása mentette meg. A szerbek felett jelentős győzelmet arattak, de ez idő alatt a bizánci flotta vezetőjének, a későbbi I. Rómanosz császárnak, volt lehetősége hogy felkészülhessen a város elleni támadásra. A következő években Konstantinápoly és Peloponnészosz kivételével megszerezték az egész Balkán-félszigetet.

### Hanyatlás
Szímeon halála után azonban lassan elkezdett Bulgária hatalma hanyatlani. A 927-es békeszerződésben a bizánciak hivatalosan elismerték fiának, I. Péternek a császári címét és a bolgár patriarchátust. A Bizantiummal megkötött békeszerződés nem hozta el Bulgária számára a felemelkedés időszakát. Uralkodásának elején az új császárnak belviszályokkal és zavargásokkal kellett megküzdenie, amiket bátyja indított. A 930-as években el kellett ismernie a független Rácországot. A legfőbb csapás északról jött. 934 és 965 között a magyarok öt alkalommal rohanták le az országot. 944-ben a besenyők támadták meg a területet, akik kifosztották a birodalom északi részét. I. Péter és II. Borisz uralkodása idején az országot a vallási egyenlőséget hirdető bogumilizmus osztotta meg.
968-ban a Kijevi Rusz támadta meg az országot, s vezetőjük, I. Szvjatoszláv elfoglalta Preszlavot, s megalapította saját fővárosát, Perejaszlavecot. Három évvel később I. János bizánci császár beavatkozott az összetűzésbe, s a dorostoloni csatában legyőzte Szvjatoszlávot. Ezt követően II. Boriszt is legyőzte, majd pedig Konstantinápolyban megfosztotta trónjától, majd Bulgária keleti részét bizánci felségterületté nyilvánította.

### Harc a függetlenségért

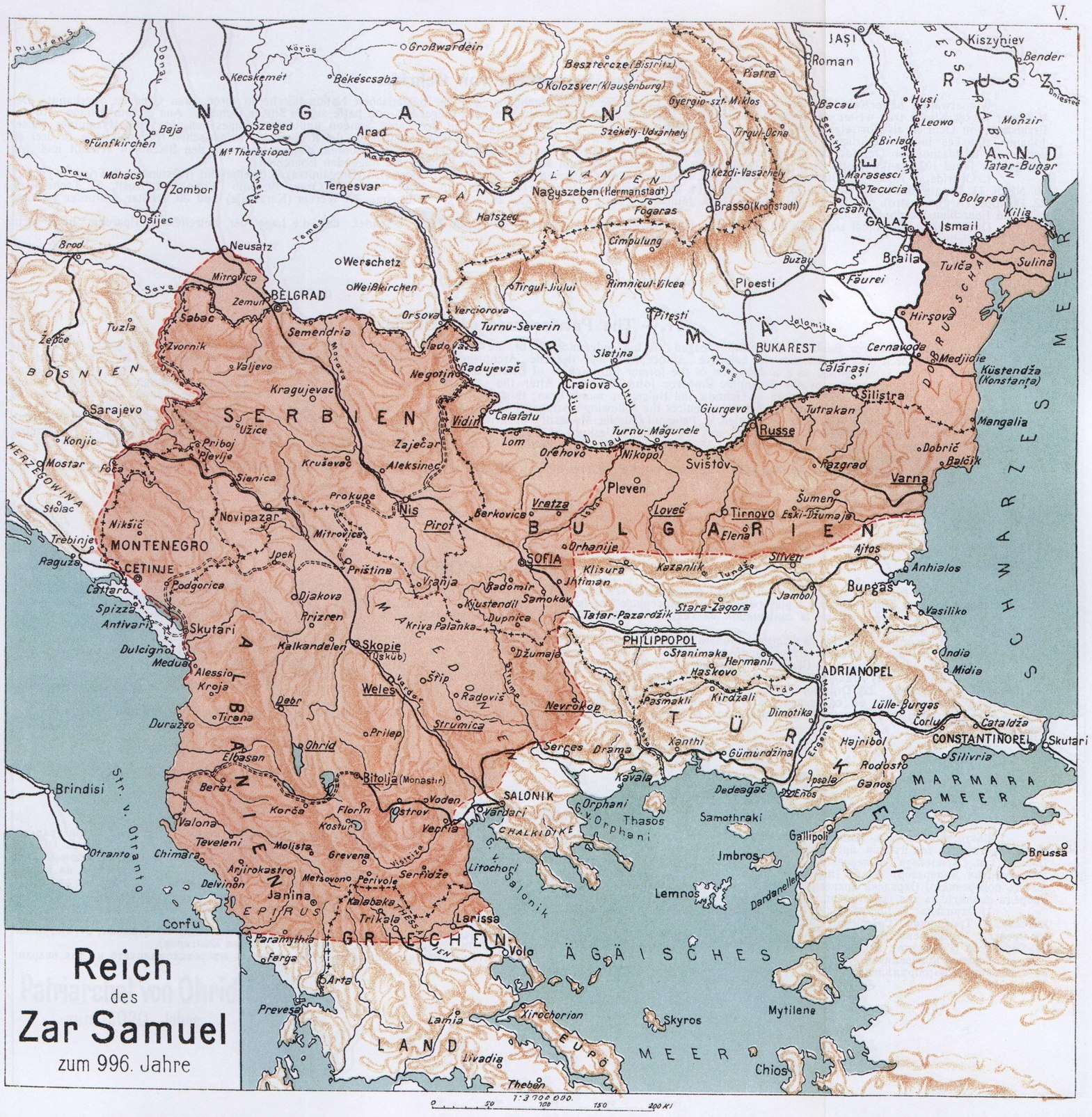
A Bolgár Birodalom Sámuel idejében

A bizánci árulást követően az országnak az Iszkartól keletre fekvő része szabad maradt. Itt a bizánciakkal szembeni ellenállást a Komitopuli testvérek vezették. 976-ra bátyjainak halála után negyedik testvér, Sámuel kezében összpontosult minden hatalom. Amikor a trón jogos örököse, Roman kiszabadult Konstantinápolyból, Sámuel elismerte Vidinben őt uralkodónak, ő maga pedig a bolgár hadsereg főparancsnoka lett. Briliáns tábornokként és jó politikusként meg tudta fordítani a bolgárok szerencséjét. 986-ban az új bizánci császárt, II. Baszileioszt a Trajan kapuinál vívott ütközetben megverte, aki innen épp hogy meg tudott menekülni. Öt évvel később eltüntette a szerbek államát. 997-ben, a Krum-dinasztiából származó utolsó uralkodó, Roman halálát követően Sámuelt nyilvánították Bulgária cárjává. Azonban 1001 után a hadiszerencse a bizánciak oldalára állt, akik ugyanabban az évben elfoglalták a régi fővárosokat, Pliszkát és Preszlavot, majd 1004-től éves rendszerességgel hadjáratot indítottak Bulgária ellen. Nekik segített még a bolgárok és az újonnan megalakult Magyar Királyság között 1003-ban vívott harc is. 1014-ben Baszileiosz császár a kleidioni csatában legyőzte Sámuel csapatait, több ezer embert legyilkolt, s így érdemelte ki a Bolgárölő előnevet. Elrendelte, hogy 14.000 bolgár foglyot vakítsanak meg, majd küldjenek vissza szülőhazájukba. A visszatérő seregek láttán Sámuel szívrohamot kapott, s meghalt. 1018-ra az országot lényegében a bizánciak ellenőrizték.

## Kultúra
Az Első Bolgár Birodalom kulturális örökségét a bolgár történettudományban pliszka-preszlavi kultúrának nevezik, mivel a legtöbb fennmaradt emlék a két fővárosban, Pliszkában és Preszlavban maradt épen. Számos, ebből a korból származó emlék került elő Bulgária északkeleti részén Madara, Sumen, Novi Pazar és Han Krum falu területéről. A másik nagy terület, ahol ebből a korból származó emlékeket találtak, a mai Románia területére esik. Itt a román régészek ezt Dridu kultúrának nevezték el. Az Első Birodalom idejéből maradt emlékeket találtak Besszarábia északi részén is. Ezen a területen ma Ukrajna és Moldávia osztozik.

### Építészet
A bolgár építészet legfontosabb jellemzője az emlékmű-építés volt, amit a kelet-rómaiak is gyakoroltak, de a korabeli Bizánci Birodalomban nem alkalmaztak. Pliszka építésénél két fajta építkezést alkalmaztak. Az egyik esetében fát és téglát használtak. A másik építkezési formát a védfalak készítésénél alkalmazták, úgy, hogy nagy mészköveket pakoltak egymásra, közéjük pedig gipszkötést raktak. Ugyanezt az eljárást alkalmazták Preszlav erődjének, Ham Krum-i tábor, a madarai vadászterület vagy a Păcuiul lui Soare szigetén lévő erőd elkészítésekor. A Második Bolgár Birodalom idején készült erődölkkel ellentétben ezeket síkságokon építették.
A kereszténység 864-es felvételét követően az egész Birodalomban nagy mértékben kezdtek templomokat és kolostorokat építeni. Ekkor építették meg a maga 99 méteres magasságával, a kora egyik legmagasabb építményének számító Pliszkai Nagybazilikát és a preszlavi ragyogó Aranytemplomot is. Az ekkoriban épített templomok jellemzően háromhajósak voltak. A bolgár főváros híres volt a közintézményeket és a vallási épületeket díszítő kerámiáiról is. Gyönyörű mozaikokat készítettek speciális kerámia burkolóanyagokból. Számos arany- és ezüstműves volt, akik jó minőségű ékszereket gyártottak.

### Kerámiák

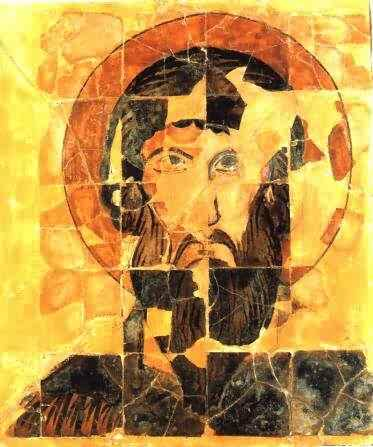
Szent Tódor ikonja Preszlavból, 900 környékéről. Nemzeti Régészeti Múzeum, Szófia

A Pliszka-Preszlávi kultúra egyik leghíresebb eredménye a paloták és templomok lakkozott kerámiákkal való díszítése volt. Ezeket a Bizánci Birodalomban és Európában nem vonták be semmivel sem. Úgy vélik, ez ázsiai eredetű hagyomány vegyült a bolgár kultúrára a VIII. és a X. század között jellemző elemekkel. A kerámiákra geometriai vagy vegetatív formákat festettek. Ezeket úgy helyezték el, hogy összességében szegélydíszeket vagy ismétlődő motívumokat formázzanak. Pliszka és Preszlav lerombolását kerámiarészletek, valamint az ezeket leíró feljegyzések élték túl. A művészek angyalokat és szenteket ábrázoló kerámiákat is készítettek. A kevés jól kimunkált kerámia egyike Szent Tódor ikonja Preszlav külvárosában Szent Pantaleon kolostorának romjai közül került elő.
A szlávokkal ellentétben, itt fazekaskoronggal készítették az edényeket. A cserepek kiégetéséhez kétszintes kemencét használtak. A korai bolgár cserépedények alakja és díszítése hasonlított a korai kaukázusi és krími edényekre valamint az Azov-tenger partján találtakéra.

## Vallás
A bolgár állam megalapítását követően a bolgár-törökök és a szlávok továbbra is saját vallási előírásaikat tartották be. A bolgár-törökök vallása monoteikus volt, ők Tangrában, az Ég Istenében hittek. Amikor Omurtag és V. Leó 815-ben békeszerződést kötöttek, a bizánci császárnak a bolgár szokások szerint kellett esküt tennie. A bizánci krónikák feljegyezték, hogy a legkeresztényibb uralkodónak különböző pogány rítusokat kellett végrehajtania. Többek között kutyákat kellett levágnia, s ezek előtt kellett esküt tennie. A szlávok több istenséget tiszteltek. Legfőbb istenük Perun volt. Bizonyos jelek szerint, Bulgária államiságának első 50 éve alatt elterjedt vallássá vált a kereszténység.
A IX. században I. Borisz kijelentette, hogy országa népével együtt közösen felveszik a keresztény vallást.

## Lásd még
- Bulgária uralkodóinak listája
- Bolgár-törökök
- Szlávok
- Régi Nagy Bulgária
- Bolgár ortodox egyház

## Fordítás
Ez a szócikk részben vagy egészben  a   First Bulgarian Empire című angol Wikipédia-szócikk ezen változatának fordításán alapul.  Az eredeti cikk szerkesztőit annak laptörténete sorolja fel. Ez a jelzés csupán a megfogalmazás eredetét és a szerzői jogokat jelzi, nem szolgál a cikkben szereplő információk forrásmegjelöléseként.